# Dum og dummest: Da Harry mødte Lloyd
Dum og dummest: Da Harry mødte Lloyd (engelsk: Dumb and Dumberer: When Harry Met Lloyd) er en amerikansk komedie fra 2003. Filmen er instrueret af Troy Miller, og har Derek Richardson og Eric Christian Olsen i hovedrollerne. Filmen er en slags forløber til Dum og dummere med Jim Carrey og Jeff Daniels, selv om denne udkom ni år efter.
Filmen omhandler mødet mellem Harry og Lloyd for første gang på high school, der placeres i en specialklasse for «specielle elever». IQ-niveauet hos Harry og Lloyd var heller ikke den gang specielt højt, og dermed sker der mange absurde og mærkelige ting.

## Rolleliste
- Derek Richardson i rollen som Harry Dunne
- Eric Christian Olsen i rollen som Lloyd Christmas
- Luis Guzmán i rollen som Ray
- Rachel Nichols i rollen som Jessica
- Elden Henson i rollen som Turk
- Eugene Levy i rollen som Principal Collins
- Mimi Rogers i rollen som Mrs. Dunne
- Shia LaBeouf i rollen som Lewis
- William Lee Scott i rollen som Carl
- Cheri Oteri i rollen som Ms. Heller
- Michelle Krusiec i rollen som Ching Chong
- Josh Braaten i rollen som Toby
- Teal Redmann i rollen som Terri

## Eksterne Henvisninger
- Dum og dummest: Da Harry mødte Lloyd på Internet Movie Database (engelsk)
- Dum og dummest: Da Harry mødte Lloyd i Svensk Filmdatabas (svensk)
- Dum og dummest: Da Harry mødte Lloyd på AlloCiné (fransk)
- Dum og dummest: Da Harry mødte Lloyd på MovieMeter (nederlandsk)
- Dum og dummest: Da Harry mødte Lloyd på AllMovie (engelsk)
- Dum og dummest: Da Harry mødte Lloyd hos American Film Institute (engelsk)
- Dum og dummest: Da Harry mødte Lloyd på Turner Classic Movies (engelsk)
- Dum og dummest: Da Harry mødte Lloyd på The Movie Database (engelsk)
- Dum og dummest: Da Harry mødte Lloyd på Rotten Tomatoes (engelsk)
- Dum og dummest: Da Harry mødte Lloyd på Metacritic (engelsk)